# Сердеговка
Сердеговка (укр. Сердегівка) — село в Шполянском районе Черкасской области Украины.
Население по переписи 2001 года составляло 331 человек. Почтовый индекс — 20614. Телефонный код — 4741.

## Местный совет
20614, Черкасская обл., Шполянский р-н, с. Сердеговка, ул. Шевченка